# ریده (یمن)
ریده شهریست در نزدیکی صنعا در ناحیهٔ شمال و از توابع استان صَنعاء در کشور یمن در شبه جزیره عربستان.
در این شهر باغ‌های انگور فراوان است. همچنین در قلهٔ وپایه کوه‌های اطراف این شهر درختان قهوه و القات بسیار است.
«شهر ریده» به صناعت پارچه بافی وبُردَة دوزی (ماشو) مشهور است؛ و رویدة شهریست قدیمی که آثار آن در ناحیهٔ جنوب در پایهٔ کوه واقع است. گویند در این شهر چشمه‌های گوار و باغ‌های انگور وجود داشت است، در این باب طرفه بن عبد می‌گوید:
| لهند بحّران الشریف طلول  |  | تلوح وأدنی عهدهن محیل  |
| وبالسفح آیات کأن رسومها |  | یمانٍ وشته «ریده» وسحول |